# Mino kreffti
El miná de las Bismarck (Mino kreffti) es un especie de ave paseriforme de la familia Sturnidae endémica del archipiélago Bismarck y las islas Salomón. Su nombre científico conmemora al zoólogo australiano Gerard Krefft. Se parece al miná carigualdo, y en el pasado ambos fueron considerados conespecíficos.

## Descripción
Es un miná muy grande, y uno de los estúnidos de mayor tamaño solo por detrás del miná de la Nias. Mide entre 29–32 cm de largo. Sus medidas corporales son: la cuerda máxima mide entre 15,4 y 16,8 cm, la cola mide entre 11,2 y 12,1 cm, el culmen del pico mide entre 2,9 y 3.3 cm y un tarso de entre 3,8 y 4,3 cm. Estas medidas son solo ligeramente mayores de media que las de su congénere el miná carigualdo, y representa que ambos son tres veces más grandes que un estornino pinto. El miná de las Bismarck tiene el plumaje principalmente negro con brillo violáceo. Presenta una carúncula amarilla anaranjada alrededor del ojo, y su robusto pico es de color amarillo intenso. Su bajo vientre es amarillo, y presenta una franja blancas en la base de las plumas de vuelo de las alas, que es muy visible en vuelo. Su obispillo y las coberteras de la cola, tanto las superiores como las inferiores, son blancos, mientras que el resto de la cola es negra. 

## Comportamiento
El miná de las Bismarck es un ave arbórea que suele encontrarse solo o en pareja. Se alimenta principalmente de fruitos. Es una especie conspícua y ruidosa que emite una gran variedad de silbidos y graznidos.
El miná de las Bismarck anida en las cavidades de los árboles, a menudo en las palmeras. Sus huevos son de color azul claro con un deliado moteado de color rojizo o gris.